# Alekseï Gortchakov
Pour les autres membres de la famille, voir famille Gortchakov.
Le Prince Alekseï Ivanovitch Gortchakov (20 mai 1769–12 novembre 1817) fut le premier de la famille des Gortchakov à s'illustrer durant le règne de Catherine II. Il se distingua sous les ordres de son oncle Souvorov lors de la guerre russo-turque de 1768-1774, et participa en tant qu'officier général aux Guerres de la Révolution française en 1799, et à la guerre contre Napoléon en Pologne en 1806–1807 (Bataille d'Heilsberg). Il succéda à Barclay de Tolly au poste de Ministre de la Guerre du 24 août 1813 au 12 décembre 1815.
Son frère Andreï Ivanovitch Gortchakov (1776–1855) était un général dans l'armée russe. Il joua un rôle important dans la campagne finale contre Napoléon. Leur cousine la princesse Pelagueïa Nikolaïevna Gortchakova (1762–1838) fut citée par son petit-fils, Léon Tolstoï, dans Guerre et Paix.